# Hessenhagen
Hessenhagen ist ein bewohnter Gemeindeteil der Gemeinde Flieth-Stegelitz im Landkreis Uckermark in Brandenburg.

## Lage
Der Ort liegt an der Landesstraße L 241 und am nordwestlichen Rand des Naturschutzgebietes Poratzer Moränenlandschaft.

## Geschichte
Hessenhagen wurde erstmals im Jahr 1269 urkundlich erwähnt, der Ortsname kann als „Rodungssiedlung eines Mannes mit dem Namen Hesse“ gedeutet werden. 1484 fiel der Ort wüst und verblieb lange Zeit in diesem Zustand, erst im 18. Jahrhundert ließen die von Arnim in Hessenhagen eine Schäferei, Ziegelei und Fischerei sowie mehrere Wohngebäude anlegen.
Bis zum 31. Dezember 2001 war Hessenhagen ein Ortsteil der Gemeinde Stegelitz, seitdem gehört die Siedlung zur Gemeinde Flieth-Stegelitz.

## Söhne und Töchter
- Christoph Brümmer (* 1943), Diplomat, war von August 2005 bis Oktober 2008 Botschafter der Bundesrepublik Deutschland in Bangkok, Thailand